# 多岐篤司
多岐 篤司（たぎ あつし、1968年5月25日 - ）は、島根県生まれ、兵庫県西宮市出身の元プロ野球選手（投手）。左投左打。

## 来歴・人物
神戸弘陵高への在学中には、阪上雄司（高級生食パン専門店「乃が美」の代表取締役）などと共に硬式野球部でプレー。春夏とも甲子園球場での全国大会と無縁であったが、練習試合でノーヒットノーランを達成した一方で、左打者としても活躍した。
1986年のNPBドラフト会議で、地元球団の阪神タイガースから4位で指名を受けたことを機に入団。入団当初まではオーバースローの本格派投手だったが、一時は打者への転向も検討されていた。後に、投球フォームをサイドスローやスリークォーターに変更するとともに、カーブやチェンジアップを駆使する技巧派投手に変貌。ウエスタン・リーグの公式戦には、救援で頻繁に登板していた。
1988年には、当時アメリカのマイナーリーグ（シングルA）に加盟していたフレズノ・サンズへの野球留学を経て、9月17日の対広島東洋カープ戦（阪神甲子園球場）8回表に左打者・長内孝へのワンポイントリリーフで一軍公式戦にデビュー。
1990年には、開幕一軍入りを果たした。しかし両年とも、一軍公式戦への登板は1試合で、1死を取っただけにとどまった。
1992年に膝の手術を受けた。
1995年限りで現役を引退。阪神には9シーズンにわたって在籍していたが、左肘の故障に悩まされていたこともあって、一軍公式戦への通算登板数はわずか4試合（通算投球イニング5回2/3）だった。
阪神在籍中の1993年に、25歳で結婚。現役を引退してからは、妻の実家が兵庫県尼崎市の公設地方卸売市場で営んでいた「浜光水産」（鮮魚の仲卸会社）の社長や、「RED STAR Baseball Club」（阪神選手としての後輩に当たる赤星憲広主宰の少年野球クラブチーム）で投手コーチを務めていた。しかし、「RED STAR Baseball Club」のコーチ時代に阪上の息子を指導していた縁で、阪上から「乃が美」の新規店のオーナーになることを打診。この打診をきっかけに、当時業績が低迷していた「浜光水産」を廃業したうえで、2017年2月1日から「乃が美　はなれ」神戸三宮店のオーナーを務めている。2019年3月3日の『ゲンバビト』（CBCテレビが当時制作していたTBS系列全国ネット番組）では、オーナーとしての多岐に密着した取材の模様が、「行列のできる『パン屋さん』の秘密」として紹介された。
母校・神戸弘陵高校の女子硬式野球部のコーチも務めている。

## 詳細情報

### 年度別投手成績
| 年 度    | 球 団    | 登 板 | 先 発 | 完 投 | 完 封 | 無 四 球 | 勝 利 | 敗 戦 | セ 丨 ブ | ホ 丨 ル ド | 勝 率 | 打 者 | 投 球 回 | 被 安 打 | 被 本 塁 打 | 与 四 球 | 敬 遠 | 与 死 球 | 奪 三 振 | 暴 投 | ボ 丨 ク | 失 点 | 自 責 点 | 防 御 率 | W H I P |
| -------- | -------- | ----- | ----- | ----- | ----- | -------- | ----- | ----- | -------- | ----------- | ----- | ----- | -------- | -------- | ----------- | -------- | ----- | -------- | -------- | ----- | -------- | ----- | -------- | -------- | ------- |
| 1988     | 阪神     | 1     | 0     | 0     | 0     | 0        | 0     | 0     | 0        | --          | ----  | 1     | 0.1      | 0        | 0           | 0        | 0     | 0        | 0        | 0     | 0        | 0     | 0        | 0.00     | 0.00    |
| 1990     | 阪神     | 1     | 0     | 0     | 0     | 0        | 0     | 0     | 0        | --          | ----  | 3     | 0.1      | 2        | 1           | 0        | 0     | 0        | 0        | 0     | 0        | 2     | 2        | 54.00    | 6.00    |
| 1993     | 阪神     | 2     | 0     | 0     | 0     | 0        | 0     | 0     | 0        | --          | ----  | 19    | 5.0      | 2        | 0           | 2        | 0     | 0        | 1        | 0     | 0        | 0     | 0        | 0.00     | 0.80    |
| 通算:3年 | 通算:3年 | 4     | 0     | 0     | 0     | 0        | 0     | 0     | 0        | --          | ----  | 23    | 5.2      | 4        | 1           | 2        | 0     | 0        | 1        | 0     | 0        | 2     | 2        | 3.18     | 1.06    |

### 記録
- 初登板：1988年9月17日、対広島東洋カープ戦（阪神甲子園球場）、8回2死から8番手で救援登板、1/3回無失点

### 背番号
- 54（1987年 - 1995年）